# Lutz Stolberg

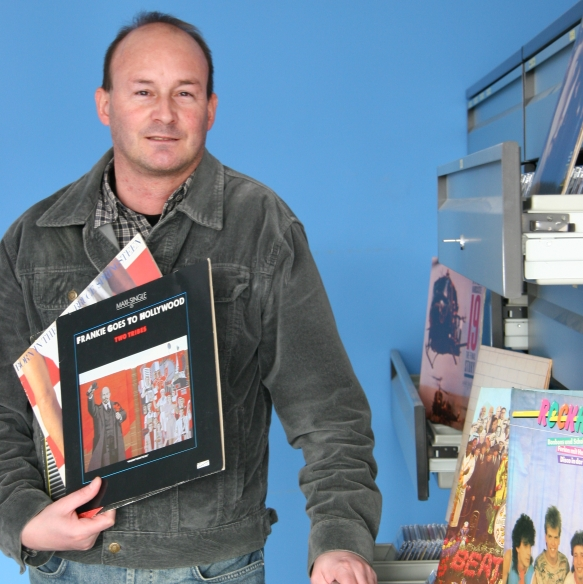
Lutz Stolberg, 2007

Lutz Stolberg (* 1964 in Wernigerode) ist ein deutscher Musikjournalist, Radiomoderator und Buchautor. Außerdem schreibt er regelmäßig Zeitungskolumnen.

## Leben und Wirken
Er erlernte den Beruf eines Buchhändlers. Als Moderator war und ist er unter anderem für den Berliner Rundfunk, DT 64, Radio Bob, R.SA und Radio Nora tätig. Er beschäftigt sich intensiv mit Musikgeschichte und gilt als der „ostdeutsche Oldiexperte an sich“.
Privat besitzt er eine Sammlung von seltenen Originalaufnahmen, Konzert- und Interview-Mitschnitten, Fernsehauftritten und unveröffentlichten Songs. Insgesamt sind das etwa 1500 Kassetten, 500 Videokassetten und etwa 200 Schallplatten und Tonbändern. Dazu kommen DVDs und CDs.
Lutz Stolberg veröffentlichte drei Bücher:
- Das Oldie-Buch – Die 60er, ISBN 978-3-86634-943-8
- Das Oldie-Buch – Die 70er, ISBN 978-3-86634-944-5
- Das Oldie-Buch – Die 80er, ISBN 978-3-86237-586-8

## Werk
- Damals – die 60er, Projekte-Verlag, Halle 2002, ISBN 3-931950-64-6
- Rock Around The Clock – Stationen aus 50 Jahren populärer Musik, Audio.Libri: A.L-10002207